# Palpomyia flavipectus
Palpomyia flavipectus är en tvåvingeart som beskrevs av Jean-Jacques Kieffer 1918. Palpomyia flavipectus ingår i släktet Palpomyia och familjen svidknott. Inga underarter finns listade i Catalogue of Life.